# Перстач шорсткий
Перстач шорсткий, перстач вузьколистий як Potentilla angustifolia (Potentilla hirta) — вид рослин з родини розових (Rosaceae), поширений у середній, південно-західній, південній і південно-східній Європі.

## Опис
Родючі стебла (5)15–45 см, діаметром 1–2.2 мм біля основи, прямостійні або висхідні, з 3–8 листками, волосисті — як і черешки, квітконоси. Чашолистків 5, 5–8(12) мм, трикутні-яйцеподібні або трикутно-ланцетні. Пелюстків 5, 7–12 мм, жовті. Пиляки (1)1.4–2.2(2.5) мм. 2n = 14. Багаторічна рослина з довгими розлогими білими волосками. Стебла червонуваті. Листя складається з 5–7 листочків, які звужені в нижній їх половині, слабо жилкуваті, зелені, зубчасті вгорі. Квіти на коротких квітоніжках у малоквіткових щитках.

## Поширення
Поширений у середній, південно-західній, південній і південно-східній Європі.
В Україні вид зростає на кам'янистих і трав'янистих схилах — у Криму, переважно на яйлах.